# AD 알코르콘
AD 알코르콘(Agrupación Deportiva Alcorcón)은 스페인 마드리드의 자치구인 알코르콘을 연고로 하는 축구 클럽이다. 이 클럽은 1971년에 창단되었으며 현재 세군다 디비시온에서 활동하고 있다. 알코르콘은 2009-10 국왕컵에서 레알 마드리드를 4:0으로 잡는 대이변을 일으켜 세계 축구계를 경악케했다. 그 후 세군다 디비시온으로 승격하여 프리메라리가 승격에 도전하는 팀으로 발돋움했다.

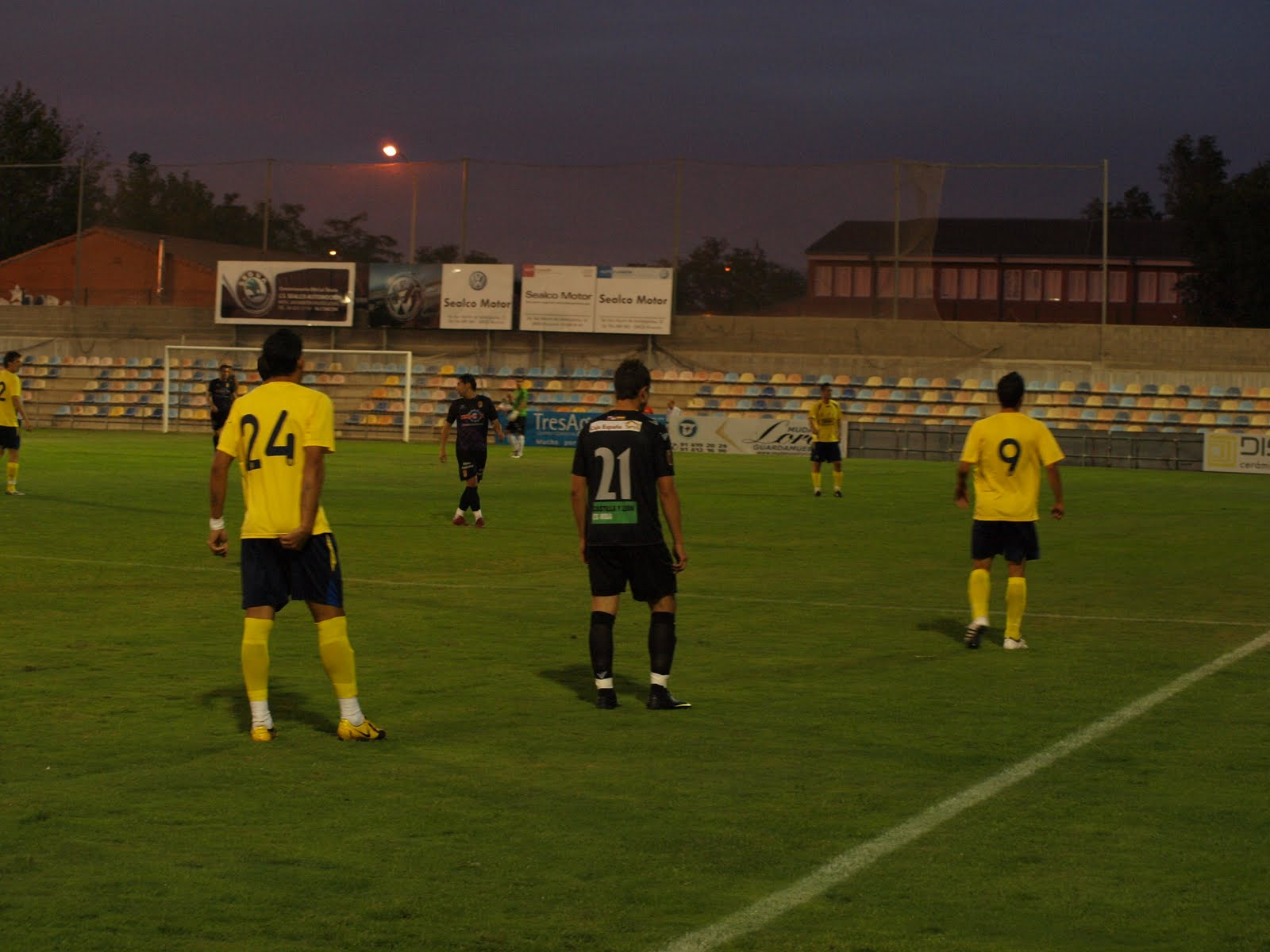

## 선수 명단

### 현역
참고: FIFA 자격 규정에 따라 소속된 국가대표팀 국기를 표시합니다. 선수는 복수의 FIFA 비회원국 국적을 가지고 있을 수 있습니다.
| 번호 | 포지션 | 국적       | 이름            |
| ---- | ------ | ---------- | --------------- |
| 6    | DF     | 마르티니크 | 장 실뱅 바빈    |
| 11   | FW     | 포르투갈   | 디에고 소우사   |
| 13   | GK     |            | 루카스 아나케르 |
| 18   | MF     | 카메룬     | 얀 에테키       |

| 번호 | 포지션 | 국적       | 이름            |
| ---- | ------ | ---------- | --------------- |
| 33   | FW     | 기니비사우 | 마르치아노 차미 |

## 역대 감독
| 감독              | 임기        |
| ----------------- | ----------- |
| 코스민 콘트라     | 2016        |
| 훌리오 벨라스케스 | 2016 ~ 2018 |